# Dinera meridionalis
Dinera meridionalis là một loài ruồi trong họ Tachinidae.